# مقاطعة فورست (ويسكونسن)
مقاطعة فورست (بالإنجليزية: Forest County, Wisconsin)‏ هي إحدى مقاطعات ولاية ويسكونسن في الولايات المتحدة. تأسست سنة 1848، وتبلغ مساحتها 1,046 ميل مربع (2,710 كـم2)، بلغ عدد سكانها 9304 نسمة في عام 2010 حسب إحصاء مكتب تعداد الولايات المتحدة .

## وصلات خارجية
- الموقع الرسمي
- United States Counties